# Accent (symbool)
Het accent is een symbool dat in de wis- en natuurkunde gebruikt wordt.
Het teken heeft, naargelang de context, verschillende betekenissen, bijvoorbeeld die van minuut, boogminuut of afgeleide. Het teken komt voor in een enkelvoudige vorm, als dubbel accent of zelfs driedubbel. Zo heeft een dubbel accent de betekenis seconde of boogseconde.

## Verwarring met andere tekens
De apostrof is een leesteken dat er officieel als een hooggeplaatste komma uitziet, maar in schreefloze lettertypes zoals Helvetica vaak sterk op een accent lijkt. Door de komst van schrijfmachines, met hun beperkte aantal toetsen, kwam het in gebruik om bepaalde tekens voor meerdere functies te gebruiken. 
Het rechte apostrofteken wordt door moderne computersoftware vaak in een enkelvoudig openend of sluitend aanhalingsteken veranderd. Dit kan, afhankelijk van de context, foutief zijn, bijvoorbeeld wanneer de software aan het begin van een woord ‘t zet in de plaats van het correcte ’t.

## Unicode
De volgende karakters zijn opgenomen in Unicode, vanaf versie 1.0 tenzij anders aangegeven:
| codepunt |   | naam                          |
| -------- | - | ----------------------------- |
| U+2032   | ′ | accent                        |
| U+2033   | ″ | dubbel accent                 |
| U+2034   | ‴ | drievoudig accent             |
| U+2035   | ‵ | omgekeerd accent              |
| U+2036   | ‶ | omgekeerd dubbel accent       |
| U+2037   | ‷ | omgekeerd drievoudig accent   |
| U+2057   | ⁗ | viervoudig accent (sinds 3.2) |